# Galeón Andalucía
El Galeón Andalucía es la reproducción de un galeón español del siglo XVII de seis cubiertas diseñado y construido 
por Ignacio Fernández Vial. Fue patrocinado y construido por la Junta de Andalucía y la Fundación Nao Victoria con el objetivo de promocionar el proyecto Guadalquivir Río de Historia, permanecer junto al Pabellón de España durante la Exposición Universal de Shanghái de 2010 y convertirse en embajador de la Comunidad Autónoma de Andalucía. Además, su viaje sirvió para que se firmaran diversos convenios con varias universidades andaluzas, con la de Barcelona y con la Universidad de Liverpool para la realización de diversos estudios. Además ha recibido el premio Gran Velero de la Real Federación Española de Vela.

## Descripción
El Andalucía emula a los galeones de las flotas de Nueva España y de Tierra Firme y el Galeón de Manila, que procedentes desde puertos españoles comerciaban durante el siglo XVII con diversos puertos de América y de Asia. Fue diseñado y construido por Ignacio Fernández Vial, después de un largo proceso de investigación histórica. Llevaba en su primera singladura una tripulación de 32 personas capitaneadas por el catedrático de navegación Antonio Gonzalo de la Cruz.
El barco posee 51 metros de eslora y 3,40 metros de calado. En su cubierta principal destacan el bauprés y tres mástiles para las siete velas. La popa se culmina con una representación mariana, en concreto de la Esperanza de Triana, cuya réplica (del imaginero Antonio José Labrador Jiménez) también se encuentra en la cámara de oficiales.
El material predominante es la madera de roble, de iroko y de pino con un recubrimiento de fibra de vidrio único en este tipo de réplicas. Pese a tratarse de una réplica incluye tecnología del siglo XXI, sobre todo para garantizar su seguridad.

## Historial
El Galeón Andalucía fue costeado por varias empresas privadas y por la Agencia de Innovación y Desarrollo de Andalucía, que aportó 449 500 € a la fundación. Fue íntegramente construido en un astillero de la localidad de Punta Umbría, en los Varaderos Palmás, y botado allí para ser trasladado en 2010 al Muelle de Levante del Puerto de Huelva. En Huelva fue amueblado con muebles elaborados en Valverde del Camino siguiendo documentación histórica del Marqués de la Victoria;  fue visitado por diferentes instituciones locales como la Real Sociedad Colombina Onubense y realizó distintas pruebas de navegación en alta mar, la última de ellas el día 20.  Allí permaneció algo más de dos meses, más tiempo de lo previsto por las malas condiciones climatológicas en el Golfo de Cádiz que obligaron además a cerrar las esclusas de acceso al Guadalquivir.

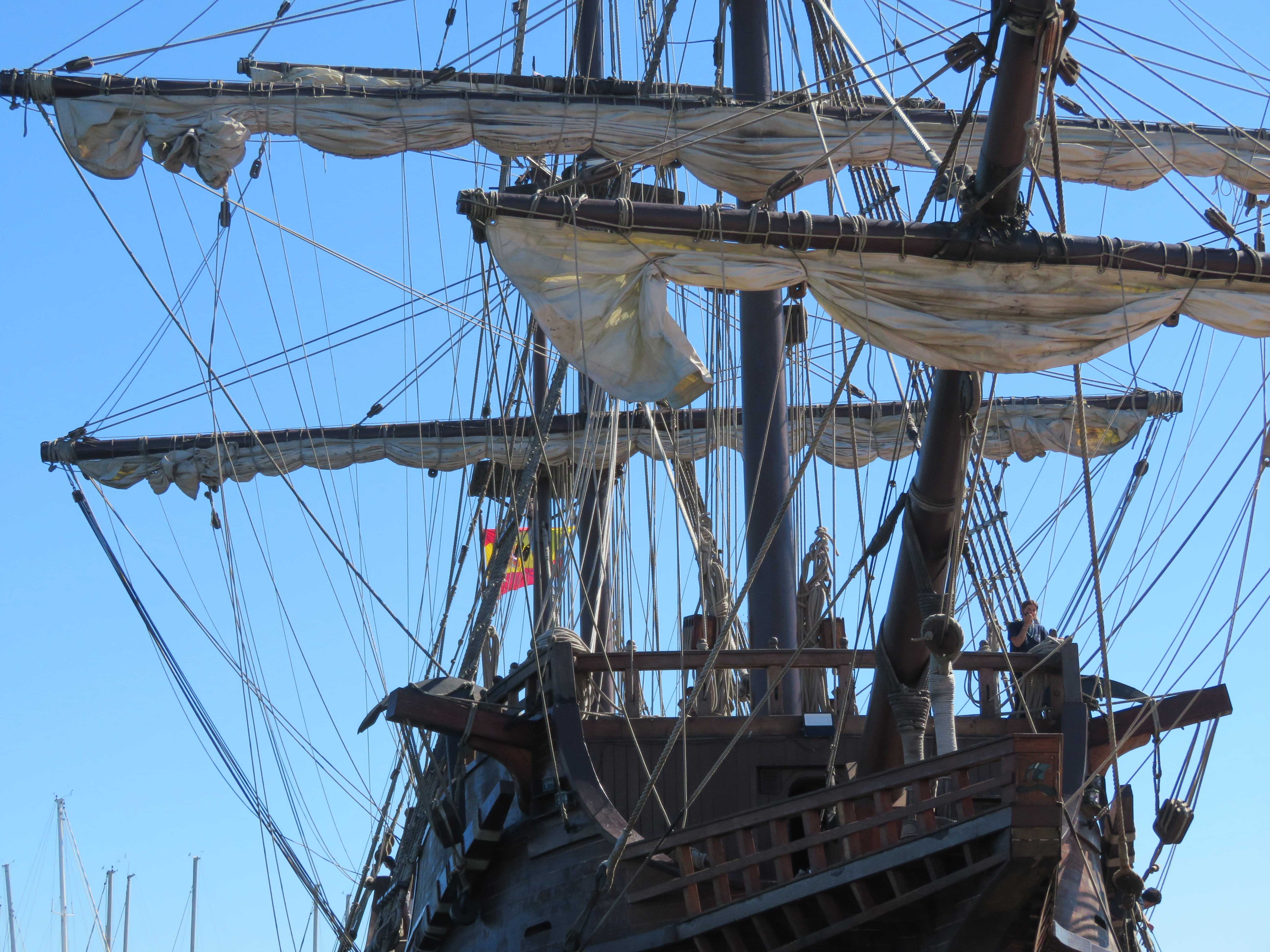
Galeón Andalucía

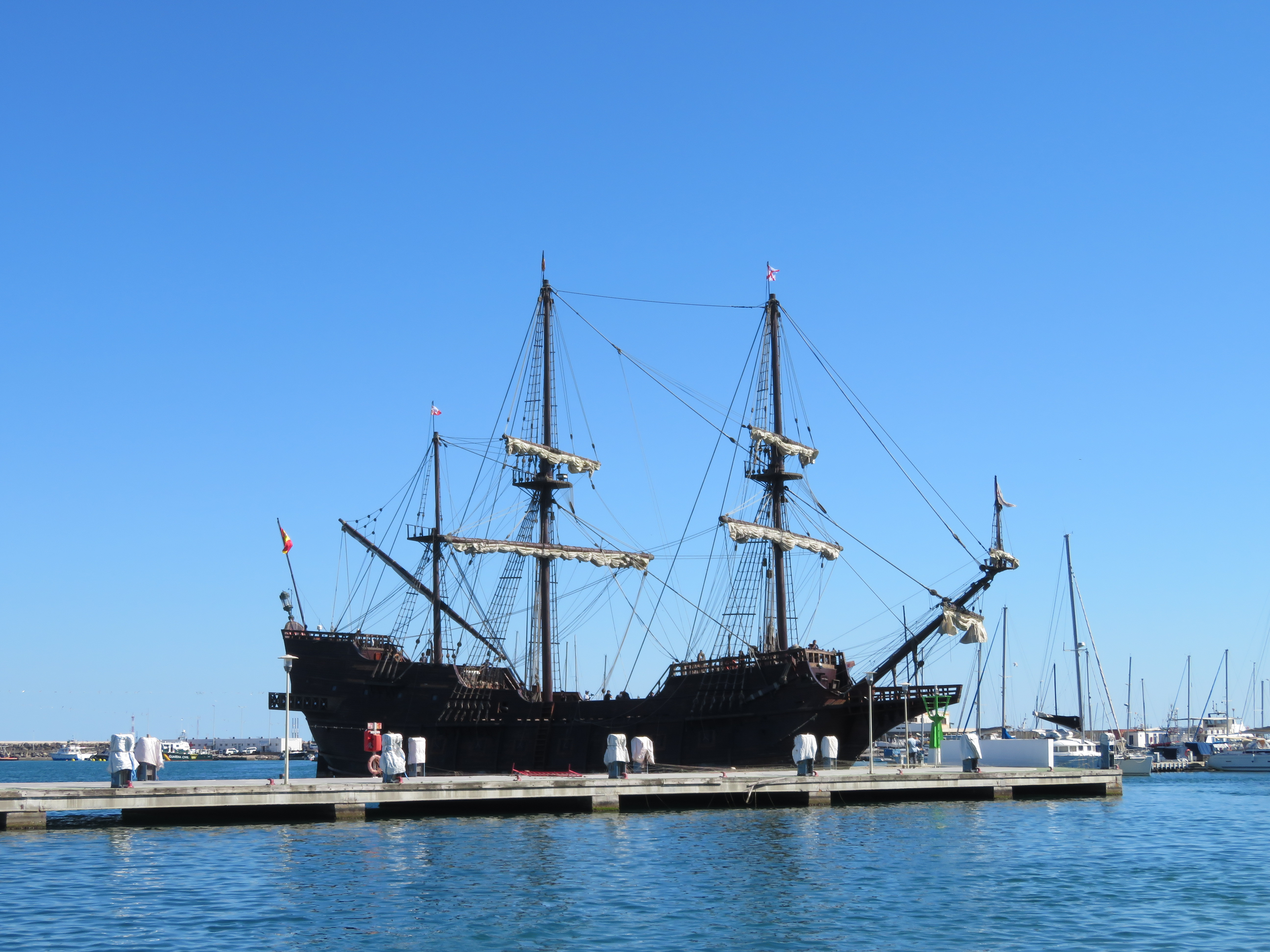
Galeón Andalucía en el puerto de Castellón

Partió finalmente hacia el Puerto de Sevilla la madrugada del día 25 de febrero. Si bien las previsiones iniciales eran iniciar la travesía hacia China el 28 de febrero, coincidiendo con la celebración del Día de Andalucía, su partida fue nuevamente retrasada al 7 de marzo de nuevo por las malas condiciones climatológicas. Durante esos días, como en Huelva, estuvo abierto al público en el Muelle de las Delicias sevillano.
Finalmente, el 21 de marzo abandonó el puerto sevillano para atracar en el Puerto de Cádiz, donde permaneció anclado tres días más. Luego visitó Málaga, Malta y Haifa. En abril cruzó al mar Rojo a través del canal de Suez.
El 7 de mayo de 2010 fue escoltado por la fragata Victoria en su tránsito hacia el Golfo de Adén. Se debió a que ésta se encontraba en la Operación Atalanta de la Unión Europea para la lucha contra la piratería en aguas de Somalia. Finalmente arribó en Shanghái el 24 de junio de 2010.
En septiembre de 2010, inició su regreso a España, en un periplo de 5 meses realizando escalas entre otras en Taiwán, Hong Kong y Filipinas.
Durante 2012, acogió al Centro de Interpretación en su viaje, en principio, por todos los puertos de España, para conmemorar el bicentenario de La Pepa, tomando durante ese año el citado nombre. Durante el mes de agosto, junto a la réplica de la Nao Victoria, visitó por primera vez el puerto de Barcelona.
El 4 de febrero de 2013, arribó al puerto de Tenerife, antes de partir en una gira por diversos países del Caribe.
En 2022 estuvo en el Muelle de las Delicias de Sevilla junto con el buque de acción marítima Audaz, el pailebote Pascual Flores,  el bergantín-goleta Cervantes Saavedra y una réplica de la nao Victoria para conmemorar el quinto centenario de la primera vuelta al mundo.
En 2024 realizó un viaje por Europa pasando por puertos de Francia, Países Bajos, Alemania y Reino Unido.